# Gerónimo Cruz
Gerónimo Cruz (Guagua, 12 dicembre 1937 – 8 settembre 2022) è stato un cestista filippino.

## Carriera
Con le Filippine ha disputato i Campionati del mondo del 1959 e i Giochi olimpici di Roma 1960.